# Коронель-Суарес
Коронель-Суарес (исп. Coronel Suárez) — город в Аргентине в провинции Буэнос-Айрес. Административный центр муниципалитета Коронель-Суарес.

## История
В 1882 году был образован муниципалитет, названный в честь Мануэля Исидоро Суареса — героя войны за независимость испанских колоний в Америке и прадеда Хорхе Луиса Борхеса. В то время здесь ещё не было населённых пунктов, и строительство административного центра началось в 1883 году, а в 1884 году здесь начала функционировать железнодорожная станция.
Город стал одним из центров переселения немцев Поволжья из России, выходцы откуда составляют значительный процент населения города.

## Спорт
Коронель-Суарес знаменит своим основанным в 1929 году клубом для игры в поло, который 10 лет подряд (с 1961 по 1970 годы) выигрывал ежегодный Открытый чемпионат Аргентины по поло (самое важное в мире международное соревнование по поло).

## Известные уроженцы
- Мануэль Андрада (1890—1962) — игрок в поло, олимпийский чемпион 1936 года.